# مارشال تومسون
مارشال تومسون (بالإنجليزية: Marshall Thompson)‏ هو كاتب سيناريو وممثل أمريكي، ولد في 27 نوفمبر 1925 ببيوريا في الولايات المتحدة، وتوفي في 18 مايو 1992 في الولايات المتحدة بسبب قصور القلب. بدأ مشواره المهني سنة 1944.

## أعمال

### أفلام
- (1948) العودة إلى الوطن
- (1948) القيادة العليا
- (1950) ساحة المعركة
- (1952) إداناتي الستة
- (1977) نقطة التحول

## وصلات خارجية
- مارشال تومسون على موقع IMDb (الإنجليزية)
- مارشال تومسون على موقع روتن توميتوز (الإنجليزية)
- مارشال تومسون على موقع ألو سيني (الفرنسية)
- مارشال تومسون على موقع أول موفي (الإنجليزية)
- مارشال تومسون على موقع قاعدة بيانات برودواي على الإنترنت (الإنجليزية)
- مارشال تومسون على موقع قاعدة بيانات الأفلام السويدية (السويدية)
- مارشال تومسون على موقع إن إن دي بي (الإنجليزية)
- مارشال تومسون على موقع ديسكوغز (الإنجليزية)
- مارشال تومسون على موقع قاعدة بيانات الفيلم (الإنجليزية)
- مارشال تومسون على موقع كينوبويسك (الروسية)